# Sermitsiaq
 For alternative betydninger, se Sermitsiaq (flertydig). (Se også artikler, som begynder med Sermitsiaq)
Sermitsiaq ("evig is") er et stort fjeld, der ligger på øen af samme navn i fjorden Nuup Kangerlua, 13-15 km nordøst for Grønlands hovedstad, Nuuk. Fjeldets danske navn er "Sadlen" på grund af dets karaktistiske udseende, set fra Nuuk. Avisen Sermitsiaq er opkaldt efter fjeldet.